# Alexa herminiana
Alexa herminiana là một loài thực vật có hoa trong họ Đậu. Loài này được N.Ramirez miêu tả khoa học đầu tiên.